# Азербайджансько-шведські відносини
Азербайджансько-шведські відносини — дипломатичні відносини між Азербайджанською Республікою та Швецією в політичній, соціально-економічній і культурній сферах.
На даний момент на території Швеції проживає приблизно 10 тисяч азербайджанців та близько 30 тисяч азербайджанців з Ірану.

## Дипломатичні відносини
Посольство Швеції в Баку відкрилося в 2014 році. Слідом за цим було відкрито посольство Азербайджану в Стокгольмі.
Надзвичайним послом Швеції в Азербайджані є Крістіан Камілл.
Поряд з посольствами, дипломатичні відносини між країнами представлені також рядом діаспорських організацій.
У 2006 році в Швеції була заснована організація «Одлар Юрду» (azərb. «Odlar yurdu»). Головною метою організації було накопичення і обмін інформацією про Азербайджан. Здійснювалося співробітництво з азербайджанцями з Ірану.
У 2010 році був створений Конгрес азербайджанців Швеції. Головою є Еміль Мірзоєв. Основним завданням Конгресу є згуртування всіх азербайджанців, які проживають на території Швеції. Спочатку представництво Конгресу з'явилося в Стокгольмі. В даний час є представництва по всій території країни.
10 лютого 2016 року в Баку відбулася спільна прес-конференція міністра закордонних справ Швеції Маргот Вальстрьом і міністра закордонних справ Азербайджану. За підсумками даної конференції був підписаний договір про прибутковий податок..Згідно зі статистичними даними, в 2018 році до складу Конгресу азербайджанців Швеції входило 2543 осіб. Сам Конгрес включає в себе 32 організації, а також спортивний клуб «Нефтчі», яким керує заступник голови організації — Ігор Пономарьов.
В даний час в Швеції функціонує Державний комітет по роботі з діаспорами.
У 2019 було вжито заходів щодо інтеграції азербайджанців, які проживають в Швеції, в місцеве суспільство.

## Економічне співробітництво
У 2018 році обсяг експорту товарів з Швеції в Азербайджан збільшився на 25 %. Що стосується імпорту, його обсяг збільшився на 24 %.

## Міжнародне співробітництво
На міжнародній арені співробітництво між двома країнами здійснюється в рамках різних міжнародних організацій: Рада Європи, Організація з безпеки і співробітництва в Європі (ОБСЄ). Будучи одним з лідерів в області Інформаційно-комунікаційних технологій (ІКТ), Швеція підтримує позицію Азербайджану в Європейському Союзі (ЄС) в якості свого стратегічного партнера в Кавказькому регіоні.
Планується інвестування ІКТ шведськими компаніями в Азербайджані. Намічається установа Державного фонду розвитку інформаційних технологій, технопарку, Університету інформаційних технологій в Баку.
У 2013 році був проведений спільний азербайджано-шведський бізнес-форум, а також відбулася виставка «БакуТел-2013». Навесні 2016 року відбулася зустріч міністра закордонних справ Швеції Маргот Вальстрьом з міністром закордонних справ Азербайджану Ельмаром Мамед'яровим в рамках конференції на честь 10-ї річниці «Східного партнерства». Були обговорені питання двостороннього співробітництва між обома країнами.
Азербайджанці також представлені в парламенті Швеції — Риксдагу. Одним з них є Фарадж Гуліндж, який крім цього, очолює молодіжну організацію в Стокгольмі.

## Культурні зв'язки
Нині в рамках Конгресу азербайджанців Швеції та інших організацій, що функціонують тут, проводяться різні культурні заходи, святкування Наврез і Дня Республіки, концерти, а також семінари в інституті міжнародної політики.
Планується відкриття дитячого азербайджанського театру під керівництвом азербайджанського режисера Севіндж Назарлі. У Стокгольмі та інших містах діють школи, в яких дітям викладають азербайджанську мову.
Відповідальність за проведення культурних заходів бере на себе Культурна асоціація Швеція-Азербайджан під керівництвом Севіндж Бакіл.
У червні 2010 року азербайджанцями, які проживають в Швеції, був відкритий телевізійний канал під назвою ArazTV. Передачі транслюється трьома мовами (азербайджанською, шведською та англійською) двічі на тиждень.